# Silvan Stoet
Silvan Stoet (Utrecht, 21 juni 1975) is een Nederlands radio-dj en stemacteur.

## Loopbaan
Stoet begon op zijn veertiende bij Radio Domstad/Stadsomroep Utrecht met het presenteren van diverse jongerenprogramma's. In 1998 verhuisde hij als dj naar City FM, waar hij tot 2004 het weekend vulde. Ondertussen werkte hij freelance voor SBS6 en presenteerde hij dagelijks twee seizoenen mee met het televisieprogramma van Manon Thomas: Welkom Wehkamp.
Naast deze werkzaamheden was Stoet ook warming-upper bij televisieprogramma's voor bijna alle publieke omroepen en commerciële zenders.
Als dj verzorgde hij de feesten tijdens de Olympische Spelen van Nagano, Sydney, Salt Lake City en Athene in het Holland Heineken House.
In 2004 begon Stoet bij Radio Veronica; daar presenteerde hij diverse programma's. Halverwege april 2017 stapte hij binnen Talpa Radio over naar Radio 10 voor een weekendprogramma in de ochtend. Vanwege de coronacrisis in Nederland werd er in 2020 bij Talpa gereorganiseerd. Hierdoor keerde Stoet terug bij Veronica voor een middagprogramma in het weekend. Hij bleef ook te horen in het weekend bij Radio 10, maar nu in de avond. In het voorjaar van 2021 stopte Stoet weer met zijn programma op Veronica. Hierdoor werd de oude situatie hersteld; Stoet keerde terug naar de ochtend tussen 07:00 en 10:00 uur op Radio 10.
Daarnaast is Stoet stemacteur en is hij regelmatig in diverse reclameboodschappen als voice-over op radio en televisie te horen.